# Banksia acanthopoda
Banksia acanthopoda es un arbusto de hojas espinosas y flores amarillas perteneciente a la familia de las proteáceas. 

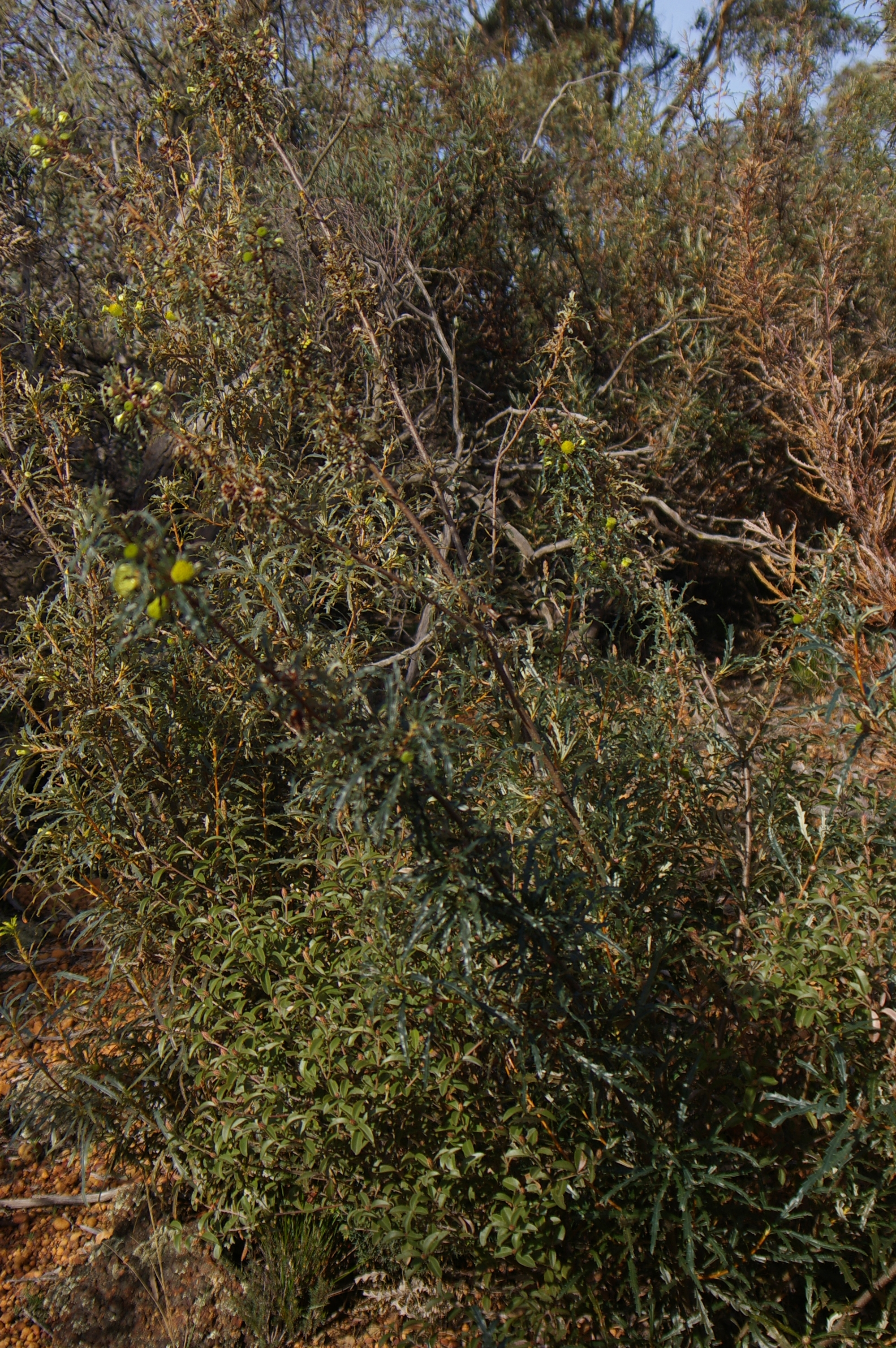
Vista de la planta

## Distribución
Es una especie endémica de Australia Occidental, se encuentra sólo en algunas poblaciones en las proximidades de Woodanilling, Katanning y Darkan. Fue descrita por primera vez en 1996 bajo el nombre Dryandra acanthopoda y luego transferida al género Banksia con su nombre actual en 2007.

## Descripción
B. acanthopoda crece como un arbusto extendido hasta de dos metros de altura. Sus tallos son enredados, con pelos cortos y suaves cuando son jóvenes. Las hojas son largas, delgadas y curvas, con cinco a diez espinas en el pecíolo, los márgenes de la hoja son fuertemente dentados y el ápice agudo. La lámina foliar es de color verde oscuro en el haz, pero de color blanco en el envés. Las hojas presentan de 5 a 13 centímetros de longitud y de 10 a 15 milímetros de ancho, con un pecíolo de hasta 15 milímetros de longitud.
Las inflorescencias se producen en ramas laterales cortas, y se componen de 50 a 60 flores de color amarillo, reunidas en una cabeza en forma de cúpula de hasta cuatro centímetros de diámetro, rodeadas de cortas brácteas involucrales. Como ocurre con otras especies de Banksia, cada flor tiene un perianto de cuatro tépalos unidos, con una sola antera en un filamento corto unido cerca de la punta, y un solo pistilo. En B. acanthopoda el perianto y el pistilo son de color amarillo, el perianto tiene de 26 a 30 milímetros de largo, y el pistilo unos pocos milímetros más largo. La estructura de fructificación es un domo de madera firmemente integrada con hasta seis folículos de color marrón claro, cada uno conteniendo una o dos semillas.

## Taxonomía
Banksia acanthopoda fue descrita por (A.S.George) A.R.Mast & K.R.Thiele y publicado en Australian Systematic Botany 20: 66. 2007.
Etimología
Banksia: nombre genérico que fue otorgado en honor del botánico inglés Sir Joseph Banks, quien colectó el primer espécimen de Banksia en 1770, durante la primera expedición de James Cook.
acanthopoda: epíteto latíno que significa "con espinos en la base".
Sinonimia
- Dryandra acanthopoda A.S.George basónimo[7]